# 凹尾拟鲿
凹尾拟鲿（学名：Pseudobagrus emarginatus）为鲿科拟鲿属的鱼类，是中国的特有物种。分布于长江、闽江水系等。该物种的模式产地在四川嘉定。